# Fiacro
Fiacro o Fiacre (Irlanda, 607 – Saint-Fiacre, 30 de agosto de 670), monje irlandés, considerado santo en la iglesia católica.
Fue fundador, en el siglo VII, de un monasterio próximo a Meaux, que llegó a ser centro de un reconocido peregrinaje y que después de su muerte tomará el nombre de Saint-Fiacre (en la provincia de Sena y Marne).
En irlandés se llama Fiáchra, y en latín Fiacrius o Fiacrus.
Fiachra es un antiguo nombre precristiano procedente de Irlanda. El significado puede ser interpretado como ‘rey de la batalla’,
o, posiblemente, un derivado de la palabra fiach (‘cuervo’).
El nombre se puede encontrar en el folclore antiguo de Irlanda e historias como Children of Lir.

## Vida
Fiacro nació en una familia aristocrática en el norte de la provincia de Connacht.
Deseoso de dedicarse a una vida santa, vivió en una ermita cerca de la villa de Kilkenny. Su fama no deseada como un experto con hierbas, un sanador y el hombre santo, causó que acudieran a él un gran número de  discípulos. Buscando una mayor soledad, abandonó su tierra natal y buscó refugio en Francia, en Meaux.
Se acercó a san Burgundofaro (san Faro), el obispo de Meaux, a quien le expresó su deseo de vivir una vida de soledad en el bosque. San Faro le asigna un sitio en Breuil, en la región de Brie. Aquí Fiacre construyó un oratorio en honor de la Virgen María, un hospicio en el que recibió peregrinos, y una celda en la que él mismo vivió en soledad. Fiacre vivió una vida de gran mortificación, en la oración, ayuno, vigilia, y mano de obra del jardín. Murió el 30 de agosto de 670.

## Culto
El culto a san Fiacro no solo está fuertemente desarrollado en Francia, Bélgica y Renania, sino también en España y Reino Unido.
A causa de su aversión a los contactos con el sexo femenino, es invocado para la curación de enfermedades venéreas y es el protector de los enfermos de sífilis. Asimismo se le considera el santo protector de los enfermos de hemorroides, las cuales en la Edad Media se llamaban «higos de san Fiacro».
Incluso el cardenal Richelieu (1485-15) visitó las reliquias del santo con la esperanza de conseguir alivio para su enfermedad.
Por el episodio de la tierra donada es también el patrón de jardineros y hortelanos.
En siglo XIX se ha convertido en el patrón de los cocheros y los taxistas. Esta curiosa relación se debe al hecho de que los cocheros de París tenían su mayor parada cerca del Hotel Saint-Fiacre. En idioma francés, la palabra fiacre designa un carruaje de alquiler, de un solo caballo, con cochero, que se alquilaba por horas o por carrera. Incluso en Italia, hasta el comienzo del siglo XX, los conductores de carruajes destinados al servicio público se llama fiaccherini.
Las reliquias del santo se mantienen en la catedral de Meaux, con exclusión de un brazo, que se mantiene en su lugar en la iglesia dedicada a él en Saint-Fiacre (en la provincia de Sena y Marne).